# Georg Cracow
Georg Cracow, auch Craco, Krakow, Cracov, Cracau, Cracovius (* 7. November 1525 in Stettin; † 17. März 1575 in Leipzig) war ein deutscher Jurist und Staatsmann.

## Leben

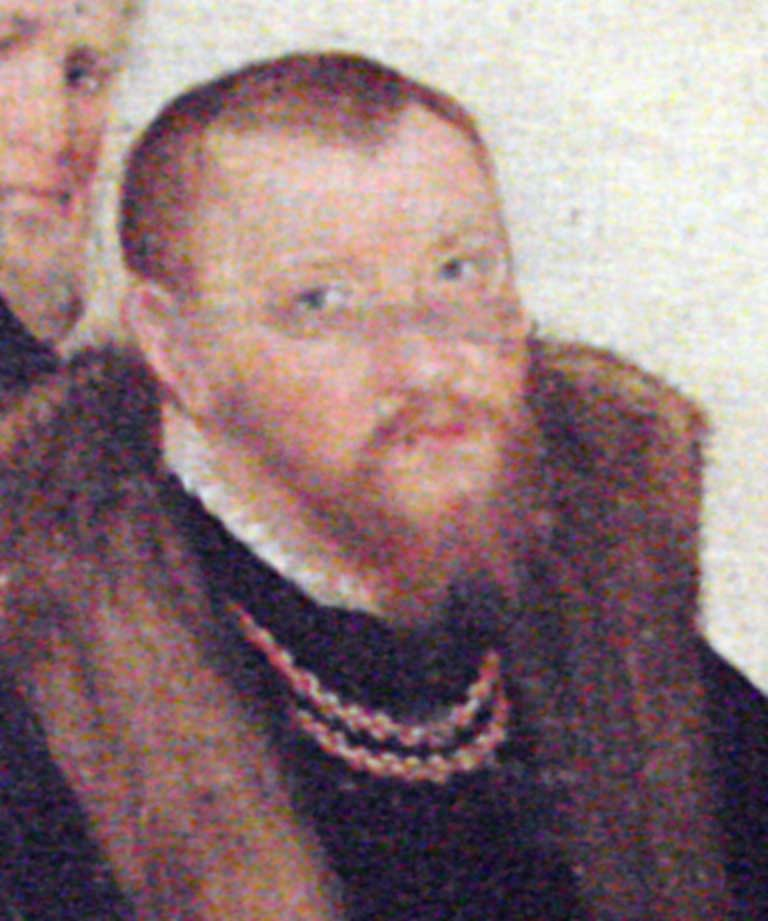
Georg Cracow

Geboren als Sohn des Pfarrers in Stettin Georg Cracow († 1550 in Stettin), immatrikulierte er sich um den 21. April 1538 an der Universität Rostock, wo er zunächst ein philosophisches Studium der freien Künste aufnahm. Im Mai 1542 wechselte er an die Universität Wittenberg, wo er im selben Monat unter Johannes Marcellus zum Baccalaureus an der philosophischen Fakultät disputierte. Er setzte seine Studien fort und erwarb im Oktober 1546 den akademischen Grad eines Magisters. In Wittenberg hatte er die Bekanntschaft von Johannes Bugenhagen gemacht. Dieser vermittelte ihn in einem Schreiben an den Rektor der Universität Greifswald als „vernünftig gelehrte Person, der in der lateinischen und griechischen Sprache, in der Physik, Mathematik und Theologie bewandert ist und es wohl wert sei, an einer Hochschule sein Geld zu verdienen“. Im Sommer 1547 trat er eine Professur für Mathematik und griechische Sprache in Greifswald an.
Dort unterrichtete er als erster Lehrer an der Akademie unter anderem Geometrie. In Greifswald geriet er jedoch mit Siegesmund Schnörkel in Streitigkeiten, welche vor dem Herzog Philipp I. von Pommern-Wolgast in lateinischer Sprache 1548 vorgetragen wurden. Ohne Frage muss Cracow mit Albrecht von Preußen in Verbindung gestanden haben, den er nach seiner im Januar 1549 erfolgten Rückkehr nach Wittenberg, von Philipp Melanchthons und Bugenhagens Stellung zum Augsburger Interim unterrichtete.
Während dieser Zeit muss er die verwitwete Tochter Bugenhagens Sara kennengelernt haben und reihte sich in die Schar der Bewerber um ihre Hand ein. Cracow konnte Bugenhagen davon überzeugen, dass er als vielversprechender Magister die Versorgung der Tochter sicherstellen konnte. So heiratete er am 17. Juni, fand im September 1549 Aufnahme in den Senat der artistischen Fakultät in Wittenberg und las über lateinische Schriftsteller. Nebenbei widmete er sich einem Studium der Rechtswissenschaft, promovierte am 7. August 1554 zum Doktor des kirchlichen und weltlichen Rechts, begann privat über die Institute zu lesen, womit er seinen Schülern eine erste Unterweisung in der Rechtswissenschaft gab.
Im Folgejahr 1555 übernahm er eine ordentliche Professur für Römisches Recht an der juristischen Fakultät und war damit Mitglied des Wittenberger Konsistoriums. Nach seinen von 1556 bis 1559 durchgeführten Zirkulardisputationen übernahm er vom Wintersemester 1558/59 und Sommersemester 1559 das Dekanat der juristischen Fakultät, war im Wintersemester 1559 Rektor der Universität und wurde vom sächsischen kurfürstlichen Hof seit 1557 als kursächsischer Rat in kirchenpolitischen Verhandlungen ausgiebig eingesetzt. So wohnte er 1557 dem Wormser Religionsgespräch, 1558 den Verhandlungen in Frankfurt Main, 1559 dem Augsburger Reichstag, 1561 der Naumburger Tagung und 1564 dem Wormser Reichstag im Auftrag des Kurfürsten August, dessen Vertrauen er gewonnen hatte, bei.
Dieser zog ihn 1565 nach Dresden, wo er die Stelle Ulrich von Mordeisens als Kanzler übernahm und damit als der Vertrauteste Kammerrat Günstling des Kurfürsten wurde, was sich auch in der vertraulichen Benennung der „Dicke Doktor“ von August ausdrückt. Cracow verstand es, sich am Dresdner Hof unentbehrlich zu machen und zeichnete sich bei der Belagerung Gothas durch ein hartes Verhandlungsgeschick gegenüber dem ernestischen Kanzler Christian Brück aus. Auch war Cracow beteiligt an der Beseitigung der Unsicherheit über den Umfang und die Geltung des sächsischen Rechts gegenüber dem römischen Recht.
Dazu wurde die Konstitutionengesetzgebung veranlasst, die durch die Leipziger und Wittenberger Professoren ausgearbeitet wurden und nach der Schlussredaktion durch Cracow am 21. April 1572 erschienen sind. Diese auch als „Konstitutionen“ des Kurfürsten August bekannt gewordene Gesetzgebung hielt einerseits an den Überlieferungen des einheimischen Rechts fest und konnte andererseits durch die zweckmäßige Heranziehung des Römischen Rechts in beispielhafter Weise begründet und abgesichert werden.
Cracow der durch seinen Standpunkt in theologischen Fragen bei der Wendung des Kurfürsten August zur lutherischen Orthodoxie als Philippist gebrandmarkt wurde, fiel am kurfürstlichen Hof in Ungnade. Weil sich sein Kurfürst durch seinen Vertrauten in die Irre geleitet und hintergangen fühlte, wurde Cracow am 13. März 1574 auf seinem 1568 erworbenen Gut Schönfeld verhaftet und in die Pleißenburg nach Leipzig gebracht. Trotz einer versuchten Haftentlassung durch seine Freunde, aber auch Feinde im März 1575, starb er an den Folgen der erlittenen Folterung am 16. März. Noch nach dem Verhör hörte ein Wächter um vier Uhr in der Früh ein Gebet. Nachdem man die Zelle am 17. März aufgeschlossen hatte, stellte man seinen Tod fest. Der Leichnam wurde am 18. März von seiner ältesten Tochter Maria auf das Gut Schönfeld gebracht und dort beigesetzt.

## Familie

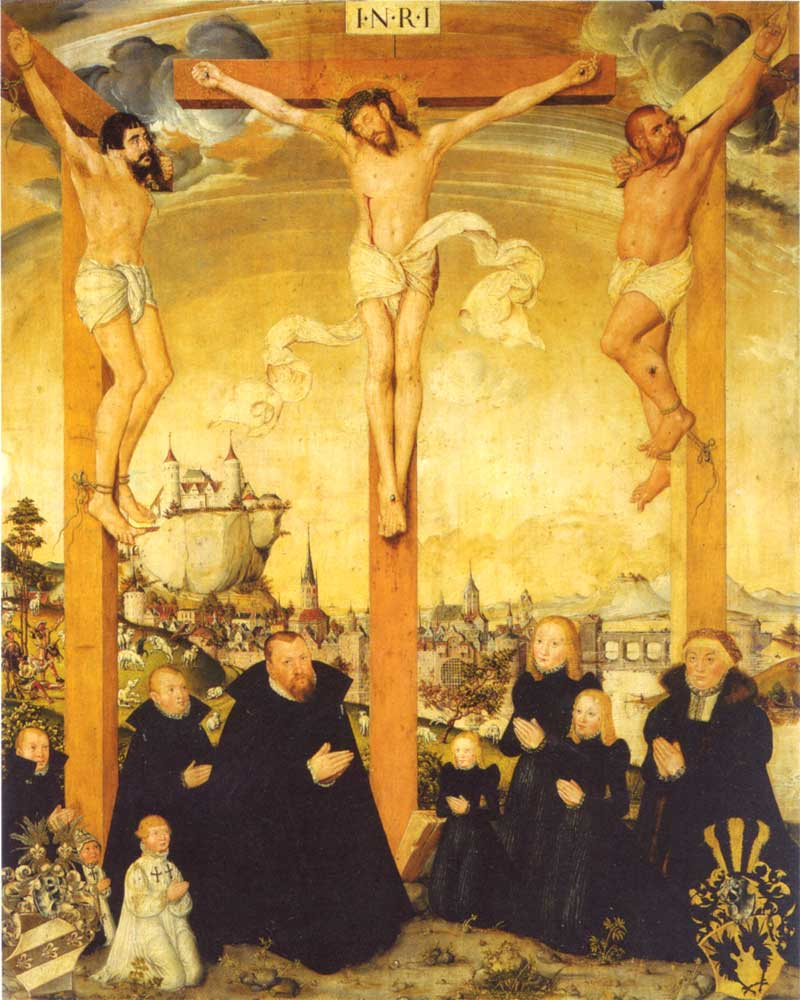
Lucas Cranach d. J.: Epitaph für Sara Cracow

Cracow hatte sich 1549 mit Sara (* 7. April 1525 in Wittenberg), dem ersten Kind des Johannes Bugenhagen und seiner Frau Walpurga (geb. Triller(t) auch: Trissler, Trittler * 1. Mai 1500 in Torgau; † 28. Juli 1569 in Wittenberg), verheiratet. In frühster Kindheit lernte Sara durch die Aufgaben ihres Vaters Braunschweig, Bremen und Dänemark kennen. In Wittenberg besuchte sie die neu gegründete Mädchenschule, wuchs in der Obhut ihrer Familie zur jungen Frau heran und lernte Gallus Marcellus kennen, den sie vor dem 9. Mai 1543 heiratete. Dieser war 1521 in Guben als Gallus Merckel geboren worden, hatte sich am 14. Mai 1533 an der Wittenberger Universität immatrikuliert und dort 1541 den akademischen Grad eines Magisters erworben.
Nachdem er vor dem 9. Mai 1543 Sara geheiratet hatte, wurde er am 27. Juni 1543 als Diakon an der Wittenberger Stadtkirche ordiniert. Am 6. Januar 1544 fand er Aufnahme in die philosophische Fakultät der Universität. Aus der Ehe sind drei Kinder hervorgegangen. Der erste Sohn ist bereits früh gestorben, so dass sein Name nicht bekannt ist. Des Weiteren erlebte Marcellus noch die Geburt des Sohnes Martin (immatri. 19. Januar 1567 U-WB, Bacc. 14. Oktober 1568). Aufgrund des Schmalkaldischen Krieges begab sich die Familie 1546 nach Zerbst. Marcellus wäre sicherlich eine Karriere an der Universität möglich gewesen, jedoch verstarb er um den 14. Oktober 1547.
Die damals hochschwangere Sara kehrte nach Wittenberg zu ihren Eltern zurück, wo sie im November 1547 die Tochter Anna zur Welt brachte. Obwohl sich nach ihrem Trauerjahr viele Bewerber um ihre Hand fanden, vermählte sie sich mit Cracow.
Die eindrucksvollsten zeitgeschichtlichen Zeugnisse der Familie befinden sich in der Stadtkirche Wittenberg, wo sich Sara Bugenhagen drei Mal abgebildet befindet. So stiftete der Rat der Stadt Wittenberg nach dem Tod seines Schwiegervaters 1560 ein Epitaphengemälde, auf dem die gesamte Familie des Reformators in dessen letzten Lebensjahr abgebildet ist. Das Bild stammt von Lucas Cranach dem Jüngeren. An der Ostseite der Kirche befindet sich ein Gedenkstein, auf dem sie abgebildet ist. Der lateinische Text auf dem Stein lautet in deutscher Übersetzung:
Den 17. Dezember 1563 ist die ehr und tugendreiche Frau Sara, Tochter des hochw. Doktor Bugenhagen Pommer, Ehefrau des Dr. der Rechte und Prof. Georg Cracow verschieden, und allhier begraben.
Noch hinweisreicher ist die Inschrift auf ihrem Epitaphengemälde, das unter einer Kreuzigungsgruppe die Familie Cracow zeigt. Die lateinische Inschrift auf dem Epitaph lautet in deutscher Übersetzung:
Hier liegt Sara begraben, die Tochter neben dem Vater, der Bugenhagen mit Ruhm ward, da er lebte, genannt. Draußen von Steine gehauen siehst du mein Bild in der Kirchwand, auch die Jahre dabei, die ich hienieden gelebt. – Wie ich das Leben beschloss und wie mir es immer dahinflog – wenige Verse dahinter zeigen es dem Leser an. Drei Jahrfünfte hindurch war ich Cracow, dem Lehrer der Weisheit, als treuwertes Gemahl innig in Ehe vereint. Wegen der Klugheit war ich und züchtiger Sitte gepriesen, Leib und Seele gefiel meinem geliebten Gemahl. Gott hat es mir gewährt, das ich ihm vier Söhne geboren, das drei Töchter ich auch schenkte dem teuren dazu. Aber das siebente Mal entraffte die bittere Krankheit mich, und in Christi Schoß schloss ich den irdischen Lauf. Und der Gemahl hat, der mich in nimmererheuchelter Liebe liebte, das Denkmal hier, Zeichen der Trauer, geweiht. Wer du des Wegs hier gehst und das ich im Leben gewesen denkt, sag: unter dem Mond gibt es beständigeres nichts.
Das Epitaph steht nicht mehr an seinem ursprünglichen Ort, da es im Zuge verschiedener Umbauten in der Stadtkirche von dem ursprünglichen Aufstellungsort versetzt wurde. Wie aus dem Epitaph ersichtlich ist, ist nur der jüngste Sohn Johann (* 14. Dezember 1563; † 16. Dezember 1563), nach dessen Geburt sie im Wochenbett verstorben war, als kleines Kind in weißer Kleidung (Darstellung für tote Kinder) erkennbar. Weiterhin sind die Namen der Söhne Georg (* 10. November 1561) und Paul (immatrikuliert am 18. Oktober 1559 an der Uni WB als Sohn des Rektors, ersterwähnt 1551) bekannt. Nach der Darstellung des Epitaphs, dürfte ein Sohn, dessen Namen bisher verborgen geblieben ist, das Alter von ca. 4 Jahren erreicht haben, bevor er 1559 verstarb. Von den Mädchen kennt man die älteste Hannula (ersterwähnt 1555; † 1574), die zweitälteste Maria (ersterwähnt 20. Oktober 1557 (BBW S. 574), verh. Benedict Balthasar in Stettin, bereits 1585 Witwe) und Katharina (* um 1559 in Wittenberg; † 17. Mai 1599 in Freiberg, heiratet 9. Mai 1568 den Kaufmann und späteren Bürgermeister Jacob Griebe, auch Grübe; * 22. Juni 1541 in Leipzig; † 24. Juli 1601 in Leipzig), die Töchter Sara Griebe, sowie die Söhne Georgius Griebe, Jacob Griebe und Carolus Griebe, sind bekannt. Dessen Schwester Magarethe Griebe war mit Nikolaus Krell verheiratet.
1566 schloss Cracow eine zweite Ehe mit Christine, die Tochter des Müntzmeisters in Schneeberg Sebastian Funke. Aus der Ehe kennt man die Kinder Hans (Johannes) Cracow, welcher in Freiberg lebte und mit einer Frau namens Catharina NN. verheiratet war, welche sich dort 1620 noch als Witwe nachweisen lässt. Dessen Schwester Margarete Cracow (* 1572; † 28. September 1600 in Dresden) verheiratete sich am 10. Oktober 1592 mit dem Glocken und Kunstgießer Johannes oder Hans Hillger (* 8. Februar 1567; † 24. April 1640 in Dresden).

## Werke
- Elegiae et Epigrammata aliqvot graeca
- Oratio de dignitate studii juris redictata a Gregoriio Cracovio
- Oratio de Imperatore Ludovico Bavaro, redicta a Georgio Cracovio Doctore Juris, cum decerneretur Gradus Mathiae Colero, Altenburgensii Doctori Juris, Calendis Decembris Ao. 1558
- Elegia in obitum clarissimi poetae D. Petri Lotichii secundi, scripta Spirae, d. 9. Nov. 1560 auctore Georgio Cracovio J.U.D.
- Elegia in obitum clarissimi Poetae Georgii Sabini scripta Lipsiae, d. 6. Januarij 1561.
- Oratio de Bartolo ICto, praestantissimo, redicta a Georgio Cracovio ICto. J.U.D. clarissimo, cum conferret Gradum Doctoris in utroque jure viro ornatissimo, Philippo Jünger, Oschacensi, VII. Non. Junij 1562
- Commentatio in Ciceronis Quaestiones Tusculanas
- Epitaphum Bugenhagii
- Epistola ad Johannem Kittelium Kalendis Januarij 1562